# Sociedade matriarcal
Sociedade matriarcal é uma forma de sociedade na qual o papel de liderança e poder é exercido pela mulher e especialmente pelas mães de uma comunidade. A etimologia de matriarca deriva do grego mater ou mãe e archein (arca) ou reinar, governar. Apesar de fontes arqueológicas confirmarem amplamente a existência de divindades femininas, a realidade de uma sociedade matriarcal é por vezes contestada. 

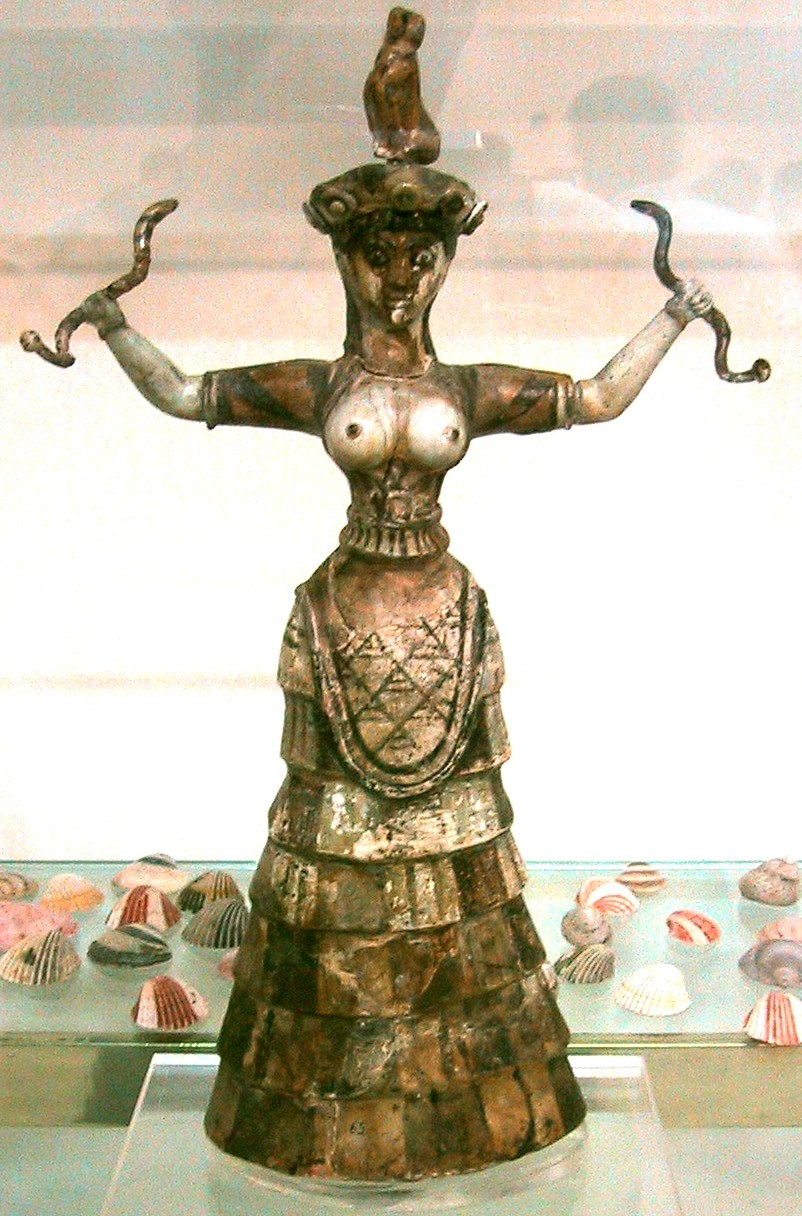
Deusa das serpentes cretense.

Um estudo realizado pelo suíço J. J. Bachofen, com base em fontes documentais e arqueológicas, defende que a maternidade é a fonte de toda as sociedades humanas, religião, moral e decoro. Ele teorizou sobre um "direito-de-mãe" dentro do contexto de uma religião matriarcal. A obra exerceu grande influência nas gerações seguintes, e sobre autores como Jane Ellen Harrison, Arthur Evans, Walter Burkert, Merlin Stone, Robert Graves, Marija Gimbutas e Joseph Campbell.
A possível existência foi também sugerida no século XIX, em 1861, quando o arqueólogo britânico Sir Arthur Evans descobriu a Civilização Minoica e afirmou tratar-se de uma sociedade matriarcal, pois a religião cretense baseava-se exclusivamente na adoração de divindades femininas, confirmando a ideia de uma religião matriarcal.
Essa afirmação foi enfatizada por outras pesquisas arqueológicas quando os pesquisadores da chamada Era do Gelo (40.000 - 10.000 a.C.) descobriram grande quantidade de estátuas femininas conhecidas como vênus ou Estatuetas de Vênus e identificaram-nas como representações de Deusa mãe.

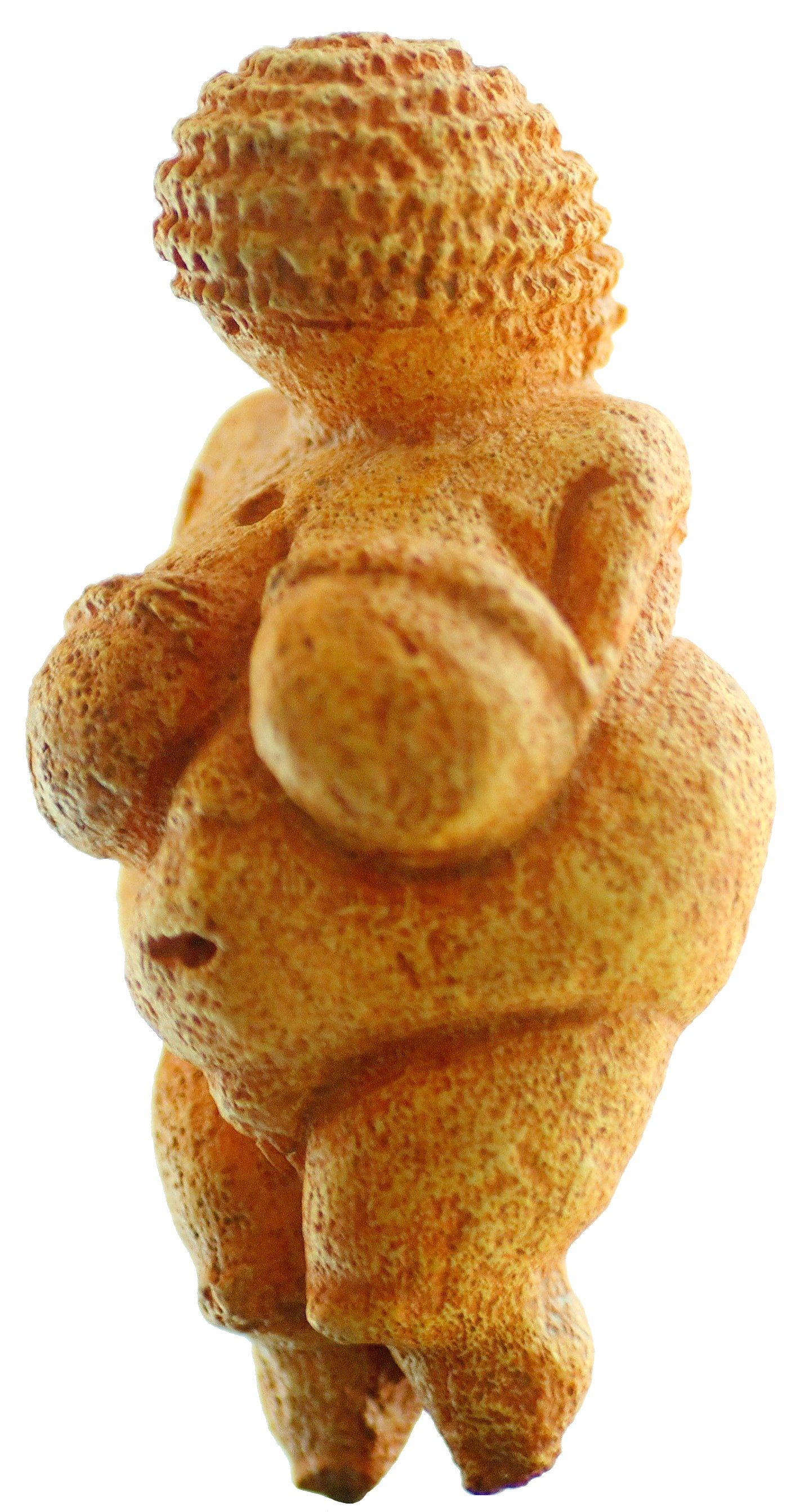
Vénus de Willendorf, uma das estatuetas mais conhecidas.

Uma das mais conhecidas representações é a Vênus de Willendorf. Alguns sugerem que a corpulência representa um elevado estatuto social numa sociedade caçadora-coletora e que, além da possível referência à fertilidade, a imagem podia ser também um símbolo de segurança, de sucesso, bem-estar e proteção. Para os antigos, que viviam dependentes da agricultura e dos ciclos da natureza, a fertilidade proveniente da natureza era a ideia mais imediata da divindade generosa que fornecia frutos, e a fertilidade feminina é por isso associada à Divindade. Na mitologia antiga são consagrados também os mitos femininos das deusa-mãe, valquírias, erínias, harpias e a deusa da sabedoria, inteligência e da guerra, a deusa Atena, entre muitos outros. As sacerdotisas (Diotima de Mantineia, Temistocleia) ou pitonisas (Pítia), as amazonas ou mulheres guerreiras, matemáticas (Hipátia de Alexandria, Teano) constituem exemplos de relevantes figuras femininas da sociedade grega.

## Etimologia
No livro Matriarchat in Südchina: Eine Forschungsreise zu den Mosuo (Taschenbuch), a autora, Heide Göttner-Abendroth, revela a raiz comum da palavra Ama para a sociedade matriarcal ainda existente na China, no povoado de Moso, cujo significado é mãe, na língua local dos mosos; a palavra encontra a mesma raiz no norte da África, aonde também o matriarcado existiu e os quais se auto denominavam amazigue. Por esta razão, a antiga palavra Ama tem o significado de Mãe no sentido mais estrito e no sentido figurativo denomina cultura matriarcal.

## Dias atuais
No Brasil, o percentual de mulheres chefes de família cresceu 79% em dez anos, passando de 10 milhões em 1996 para 18 milhões em 2006.
Na China contemporânea, no povoado mosuo de 30 mil pessoas, às margens do Lago Lugu, há uma sociedade matriarcal, onde não existem os papéis de pai ou marido. A propriedade particular e o nome da família são passados de mãe para filha; os homens fazem as atividades domésticas e são comandados pelas mulheres.
Na Indonésia, o povo Minangkabau é da parte oeste da ilha e a sociedade é matriarcal. A propriedade segue a linhagem de mãe para filha e o sobrenome é sempre o materno. A manufatura é principal atividade dessas artesãs que fazem sarongues bordados com fios dourados.
Na República Tcheca, foi fundada uma micronação em 1996 chamada Other World Kingdom. Esse local adota uma monarquia absoluta sob influências das práticas BDSM onde todas as mulheres são sexualmente dominantes e todos os homens são voluntariamente tratados como escravos sexuais.

## Etimologia
Uma recente escola de "Estudos do Matriarcado" dirigida por Heide Göttner-Abendroth propõe um redefinição do termo. Göttner-Abendroth define "Estudos Matriarcais Modernos" como "investigação e apresentação de sociedades não patriarcais", definindo "matriarcado" como "não-patriarcado". Da mesma forma, Peggy Reeves Sanday (2004) propos definir a matrilinear sociedade de Minangkabau como simplesmente matriarcado.
Segundo ela, a Ilha de Sumatra (Indonésia) e em Mosuo, na província de Sujuão (China), vivem um matriarcado. O prefixo ama é usado para a palavra grega amazona, que refere as guerreiras dessa civilização; na África e entre a sociedade mosuo, com o mesmo significado. Na língua dos mosuos a palavra Ama significa Mãe. Isto é uma grande analogia com o nome que refere as amazonas. Também pode se aplicar aos berberes no Norte da África, que foram matriarcais no passado, chamando-se de amazigue em sua língua natural. De todas estas analogias pode-se, segundo ela, concluir que a muito antiga palavra ama tem o significado de Mãe no sentido mais estrito, e no sentido figurativo, sociedade matriarcal.
O prefixo também está ligado à mitologia suméria e sua deusa suprema Tiamat: algumas fontes identificam-na com a imagem de uma serpente do mar ou dragão. No poema Enûma Elish, o épico que narra a Criação, ela dá vida a todas as gerações de divindades. Os Céus e a Terra são formados do seu corpo dividido. Os arqueólogos Thorkild Jacobsen e Walter Burkert ambos argumentam que há uma conexão com a palavra acádia para mar, tâmtu, seguindo uma antiga forma, ti'amtum. Tiamat pode ter sido derivada também do sumério ti, vida, e ama, mãe.  As várias traduções e sinônimos da palavra mãe apontam para ama: Maa, Amma, Mata é usado na Índia e algusn países vizinhos, originado do sânscrito matrika e mata; Ma, Mam ou Mammy é usado na Iranda e norte da Inglaterra; é também usado nos Estados Unidos.
De acordo com a Enciclopédia Britânica, Tiamat (que personifica as águas salgadas) é uma importante figura mitológica descrita no texto Enuma Elish, as sagradas escrituras dessa civilização, e uma das mais populares influências da cultura pagã na Bíblia, tendo inspirado a serpente bíblica e o seus simbolismos desde a Pré-História até as civilizações antigas.

## Divindades
Além da Vênus de Willendorf, divindade identificada com a fertilidade, a história grega, contada através dos mitos, revela outras divindades, tais como: a deusa Athena (ou Minerva para os romanos), erínias e as harpias.

## Pré-História
A arqueologia registra que no período Paleolítico houve uma religião baseada no culto à mulher, ao feminino e a associação desta ao poder de dar a vida. Foram descobertas, no abrigo de rochas Cro-Magnon em Les Eyzies, conchas cauris, descritas como "o portal por onde uma criança vem ao mundo" e cobertas por um pigmento de cor ocre vermelho, que simbolizava o sangue, e que estavam intimamente ligados ao ritual de adoração às estatuetas femininas; escavações apresentaram que estas estatuetas eram encontradas muitas vezes numa posição central, em oposição aos símbolos masculinos localizados em posições periféricas ou ladeando as estatuetas femininas.
O período conhecido como Neolítico foi caracterizado pela começo da História no sentido linear, da sedentarização, pedra polida, formação de clãs e aldeias, domesticação de animais e o desenvolvimento da agricultura pelas mulheres.

## História

### Cicládica
A Civilização Cicládica foi uma cultura do começo da Idade do Bronze nas Ilhas Cíclades no Mar Egeu, que durou aproximadamente de 3.000 AC a 2.000 AC. A civilização é mais conhecida pelos ídolos femininos achatados (semelhantes às obras de Hans Arp e Constantin Brâncuşi), elaborados com o puro mármore das ilhas, séculos antes da Civilização Minoica em Creta, ao sul. Quando a cultura palaciana de Creta surgiu, as ilhas foram esquecidas, com exceção de Delos, que manteve a reputação arcaica de santuário durante todo o período da civilização grega clássica (ver Liga de Delos).

### Ilha de Malta
Pesquisas arqueológicas contemporâneas evidenciam o culto a deidades femininas, as chamadas "damas gordas". Os inúmeros achados de imagens (estatuetas) femininas ao lado de evidências de culto e adoração a essas imagens inspiraram uma tradição inteira de acadêmicos sobre a difusão de uma religião pré-histórica fundamentada no culto à deusa-mãe.

### Elam
A civilização elamita é considerada umas das mais desenvolvidas da Antiguidade e foi matriarcal.

### Celta
Entre os celtas as mulheres possuíam o mesmo status social dos homens, recebiam treinamento para a guerra, dispunham dos bens herdados da maneira que lhes conviesse, não sofriam discriminação por se divorciar e assumir outro estado civil. Sempre foram descritas como livres e insubmissas aos homens. Boudica, rainha da tribo dos icenos, liderou uma ofensiva contra os romanos; apesar de derrotada, foi descrita pelo historiador Tácito como uma mulher com enorme capacidade de comando.

### Minoica
Além de cultuar exclusivamente divindades femininas, deusas, afrescos descobertos pela arqueologia e ainda visíveis da Civilização Minoica revelam a importância conferida à mulher, as quais eram retratadas exercendo funções religiosas, administrativas e políticas. Os minoicos são considerados pacíficos, acreditavam que os deuses governavam tudo e a mulher era vista como fundamental para garantir a pacificação social.

### Amazonas gregas
Da antiguidade até a era dos descobrimentos marítimos, as amazonas, mulheres guerreiras gregas, ficaram famosas por terem sido grandes guerreiras e líderes sociais, além de os primeiros seres humanos a adestrar cavalos e cavalgá-los. Devido a isso até hoje o termo refere mulheres que montam cavalos ou que cavalgam. As Amazonas Gregas inspiraram Francisco de Orellana e o Carlos V, que até o rio pelo qual Orellana percorreu recebeu o nome de Amazonas.

### América do Sul
As icamiabas eram indígenas que dominavam a região próxima ao rio Amazonas. Quando Francisco de Orellana percorre o Rio Amazonas, desbravando um rio até então desconhecido, descendo os Andes (em 1541) o rio ainda era chamado de Rio Grande, Mar Dulce ou Rio da Canela, por causa das grandes árvores de canela que existiam ali. As mulheres indígenas atacaram fortemente os desbravadores espanhóis que o fato foi narrado ao rei Carlos V. As indígenas foram nomeadas de "amazonas", em referência às Amazonas da mitologia grega, sendo que o nome foi também aplicado ao rio (a, "sem" e mazôn, "centro").

## Natureza
Existem comunidades matriarcais, no reino animal, como a das abelhas, formigas (todos hymenopteros), das formigas-brancas ou cupim, elefantes, suricatos, saguis e baleias. 
A partenogênese (do grego παρθένος parthenos, "virgem", + γένεσις genesis, "criação"; uma alusão à deusa grega Atena, cujo templo era denominado Partenon) refere-se ao crescimento e desenvolvimento de um embrião ou semente sem fertilização, isto é, por reprodução assexuada, sem a contribuição gênica paterna. São fêmeas que procriam sem precisar de machos que as fecundem. A partenogênese ocorre naturalmente em plantas agamospérmicas, invertebrados (e.g. pulgas de água, afídeos) e alguns vertebrados (e.g. lagartos, salamandras, peixes, e até mesmo perus).